# 廉貞院
廉貞院（れんていいん、元和4年6月6日（1618年7月27日） - 寛文11年9月19日（1671年10月21日））は、江戸時代初期の女性。福井藩主松平忠直の次女。母は徳川秀忠三女の勝姫。名は鶴姫（つるひめ）、諱は長子。九条道房の正室。贈従三位。同母兄姉に松平光長、亀姫がいる。
越前北荘城にて生まれる。寛永9年（1632年）、叔父徳川家光の養女として従兄である九条道房に嫁ぎ、長子と改名した。道房との間には5人の娘が生まれ、長女愛姫は浅野綱晟の正室、次女令姫は本願寺常如光晴の室、三女梅姫は松平綱賢の正室、四女待姫は婿養子九条兼晴の正室、五女八代姫は綱晟の継室となった。
寛文11年（1671年）、54歳で死去し、東福寺（もしくは一心院）に葬られた。戒名は廉貞院機夾俊巧大禅定尼。従三位を追贈された。

## 補足
忠直と勝姫の子女の中で、血筋を現在にまで伝えているのは廉貞院のみであり、第126代天皇徳仁や多くの大名家や公家、旧皇族などにも繋がる。